# Melanichneumon
Melanichneumon is een geslacht van insecten uit de orde van de vliesvleugeligen (Hymenoptera) en de familie Ichneumonidae.

## Soorten
- M. absconditus (Provancher, 1886)
- M. albipictus (Gravenhorst, 1820)
- M. blandulus Hellen, 1951
- M. complicatus Heinrich, 1977
- M. coreanus (Uchida, 1926)
- M. designatorius (Linnaeus, 1758)
- M. dilucidus (Cresson, 1874)
- M. disparilis (Cresson, 1867)
- M. dreisbachi Heinrich, 1962
- M. flavicarina Heinrich, 1962
- M. foxleei Heinrich, 1962
- M. glaucatoriops Heinrich, 1972
- M. gymnogonus (Kriechbaumer, 1894)
- M. harlingi (Gehrs, 1908)
- M. heiligbrodtii (Cresson, 1877)
- M. hiugensis Uchida, 1956
- M. honestus (Cresson, 1867)
- M. indecoratus Heinrich, 1962
- M. intermedius Heinrich, 1934
- M. iowae Heinrich, 1978
- M. leucocheilus (Wesmael, 1845)
- M. leviculops Heinrich, 1962
- M. leviculus (Cresson, 1877)
- M. limbifrons (Cresson, 1864)
- M. lissorufus Heinrich, 1962
- M. margaritae Heinrich, 1971
- M. marginalis Uchida, 1926
- M. melanarius (Wesmael, 1845)
- M. mystificans Heinrich, 1972
- M. neoleviculops Heinrich, 1971
- M. pluto (Viereck, 1903)
- M. semicastaneus (Berthoumieu, 1897)
- M. spectabilis (Holmgren, 1864)
- M. townesi Heinrich, 1962
- M. tyrolensis (Habermehl, 1925)
- M. virulentus (Smith, 1874)
- M. vultus (Cresson, 1864)
- M. wadai Uchida, 1935
- M. xanthogrammus (Ashmead, 1890)